# Joseph Léon Target
Pour les articles homonymes, voir Target.
Joseph Léon Target est un homme politique français né le 30 mai 1805 à Rochefort (Charente-Inférieure) et mort le 14 septembre 1873 à Rochefort.

## Biographie
Charpentier sur les chantiers navals du port de Rochefort, il passe contremaitre en 1824. Il est député de la Charente-Inférieure de 1848 à 1849, siégeant à gauche.

## Sources
- « Joseph Léon Target », dans Adolphe Robert et Gaston Cougny, Dictionnaire des parlementaires français, Edgar Bourloton, 1889-1891 [détail de l’édition]